# Bob Banner
Robert James Banner, Jr. (15 de agosto de 1921 - 15 de junio de 2011) fue un productor, escritor, y director ganador de un Premio Emmy. Desde 1967 hasta 1972 coprodujo The Carol Burnett Show.

## Muerte
De acuerdo con Associated Press, Banner murió el 15 de junio de 2011, en Los Ángeles a los 89 años. La portavoz de la familia Lauren Cottrell le dijo a Los Angeles Times que Banner murió debido a la Enfermedad de Parkinson en los suburbios de Woodland Hills. En años recientes, Bob vivió con su esposa, Alice en Calabsas, California. Sus tres hijos, Baird, Robert III, y Chuck viven en Los Cerrillos, Nuevo México, Dallas, Texas y Los Ángeles, California, respectivamente.

## Filmografía

### Créditos como productor[2]
| Cine/Televisión                            | Año       | Nota                |
| ------------------------------------------ | --------- | ------------------- |
| Real Kids, Real Adventures                 | 1997      | Serie de televisión |
| Amazing Music                              | 1996      | TV                  |
| Angel Flight Down                          | 1996      | TV                  |
| Happy Birthday, George Gershwin!           | 1995      | TV                  |
| The Sea-Wolf                               | 1993      | TV                  |
| Uptown Comedy Club                         | 1992      | Serie de televisión |
| Yes Virginia, There Is a Santa Claus       | 1991      | TV                  |
| Showtime at the Apollo                     | 1987–1996 | Serie de televisión |
| Star Search                                | 1983–1986 | 3 episodios         |
| Andy Williams' Early New England Christmas | 1982      | TV                  |
| Battle of the Las Vegas Show Girls         | 1981      | TV                  |
| The Way They Were                          | 1981      | TV                  |
| Solid Gold                                 | 1980      | Serie de televisión |
| If Things Were Different                   | 1980      | TV                  |
| The Darker Side of Terror                  | 1979      | TV                  |
| A Special Sesame Street Christmas          | 1978      | TV                  |
| My Husband Is Missing                      | 1978      | TV                  |
| Bud and Lou                                | 1978      | TV                  |
| A Salute to American Imagination           | 1978      | TV                  |
| Easter by the Sea                          | 1978      | TV                  |
| Perry Como, Las Vegas Style                | 1976      | TV                  |
| The Carol Burnett Show                     | 1967–1972 | TV                  |
| Christmas in Austria                       | 1976      | TV                  |
| The Last Survivors                         | 1975      | TV                  |
| Journey from Darkness                      | 1975      | TV                  |
| Lisa, Bright and Dark                      | 1973      | TV                  |
| Thicker Than Water                         | 1973      | 9 episodios         |
| Mongo's Back in Town                       | 1971      | TV                  |
| My Sweet Charlie                           | 1970      | TV                  |
| John Davidson at Notre Dame                | 1967      | TV                  |
| Warning Shot                               | 1967      |                     |
| Carol + 2                                  | 1966      | TV                  |
| The Entertainers                           | 1964–1965 | TV                  |
| Once Upon a Mattress                       | 1964      | TV                  |
| An Evening with Carol Burnett              | 1963      | TV                  |
| Julie and Carol at Carnegie Hall           | 1962      | TV                  |
| Kings of Broadway                          | 1962      | TV                  |
| Diagnosis: Unknown                         | 1960      | Serie de televisión |
| Candid Camera                              | 1960–1967 | Serie de televisión |
| The Dinah Shore Chevy Show                 | 1958      | 1 episodio          |
| The Dave Garroway Show                     | 1953      | Serie de televisión |

### Créditos como director
| Serie de televisión        | Año  | Nota                |
| -------------------------- | ---- | ------------------- |
| The Dinah Shore Chevy Show | 1958 | 1 episodio          |
| Producers' Showcase        | 1956 | 1 episodio          |
| The Dave Garroway Show     | 1953 | Serie de televisión |

### Escritor
| Cine/Serie de televisión         | Año  | Notas |
| -------------------------------- | ---- | ----- |
| Amazing Music                    | 1996 | TV    |
| Happy Birthday, George Gershwin! | 1995 | TV    |